# Diāna Marcinkēviča
Diāna Marcinkēviča (Riga, 3 augustus 1992) is een tennisspeelster uit Letland.
Zij begon op zevenjarige leeftijd met het spelen van tennis.
Marcinkēviča komt sinds 2009 uit voor Letland op de Fed Cup, en speelde daar tot 2019 48 partijen.